# Lliga haitiana de futbol
La lliga haitiana de futbol', o Ligue Haïtienne, la màxima categoria de la qual s'anomena Division 1, és la màxima competició d'Haití de futbol. És organitzada per la Fédération Haïtienne de Football (F.H.F.).

## Equips participants temporada 2016–17
- America
- Baltimore
- Capoise
- Cavaly
- Don Bosco
- Éclair
- FICA
- Juventus
- Mirebalais
- Ouanaminthe
- Petit-Goâve
- Racing CH
- Racing Gonaives
- Real du Cap
- Sud-Est
- Tempête

## Historial
El Campionat de Port-au-Prince serví de campionat nacional fins l'aparició de la Coupe Vincent als anys trenta.

### Coupe Vincent
- 1932:  US Artibonitiennes
- 1933-36: No es disputà
- 1937:  Etoile Haïtienne
- 1937-38:  AS Capoise
- 1939:  Violette AC
- 1940: No es disputà
- 1941:  Racing Club Haïtien
- 1942:  Excelsior AC
- 1943: No es disputà
- 1944:  Racing Club Haïtien
- 1945:  Racing Club Haïtien
- 1946: No es disputà
- 1947:  Hatüey Bacardi Club
- 1948: No es disputà
- 1949:  Hatüey Bacardi Club
- 1950:  Excelsior AC
- 1951-52:  Violette AC
- 1953: No es disputà
- 1954:  Victory SC
- 1955-59: No es disputà
- 1960:  Aigle Noir AC
- 1961: No es disputà
- 1962:  Victory SC
- 1963-69: No es disputà
- 1970:  Victory SC
- 1971:  Victory SC

### Championnat National
- 1987-88:  Aigle Rouge des Gonaïves (1)
- 1988-89:  FICA (1)
- 1990:  FICA (2)
- 1991-92: No finalitzat
- 1992-93:  Tempête FC (1)
- 1993-94:  FICA (3)
- 1994-95:  Violette AC (1)
- 1996:  Aigle Noir AC (1)
- 1997:  AS Capoise (1)
- 1998:  FICA (4)
- 1999:  Violette AC (2)
- 2000:  Racing Club Haïtien (1)
- 2001:  FICA (5)
- 2002 Ob:  Roulado FC (1)
- 2002 Cl:  Racing Club Haïtien (2)
- 2003 Ob:  Don Bosco FC (1)
- 2003 Cl:  Roulado FC (2)
- 2004: No es disputà
- 2004-05 Ob:  AS Mirebalais (1)
- 2004-05 Cl:  Baltimore SC (1)
- 2005-06 Ob:  Baltimore SC (2)
- 2005-06 Cl:  Aigle Noir AC (2)
- 2005-06 Tr:  Aigle Noir AC (3)
- 2007 Ob:  Baltimore SC (3)
- 2007 Cl:  Cavaly AS (1)
- 2008 Ob:  Tempête FC (2)
- 2008 Cl:  Racing FC Gonaïves (1)
- 2009 Ob:  Tempête FC (3)
- 2009 Cl:  Racing Club Haïtien (3)
- 2010-11 Ob:  Tempête FC (4)
- 2010-11 Cl:  Victory SC (1)
- 2011 Ob:  Baltimore SC (4)
- 2011 Cl:  Tempête FC (5)
- 2012:  Valencia FC (1)
- 2013:  AS Mirebalais (2)
- 2014 Ob:  América FC des Cayes (1)
- 2014 Cl:  Don Bosco FC (2)
- 2015 Ob:  Don Bosco FC (3)
- 2015 Cl:  FICA (6)
- 2016 Ob:  Racing FC Gonaïves (2)
- 2016 Cl:  FICA (7)
- 2017 Ob:  Real Hope FA (1)
- 2017 Cl:  AS Capoise (2)
- 2018 Ob:  AS Capoise (3)
- 2018 Cl:  Don Bosco FC (4)
- 2019 Ob:  Arcahaie FC (1)
- 2019 Cl: Cancel·lat [a]
- 2020 Ob: Cancel·lat [b]
- 2020 Cl: Cancel·lat [c]
- 2020-21 Ob:  Violette AC (3)
- 2020-21 Cl:

Ob-Obertura, Cl-Clausura, Tr-Transició.